# Bengt Söderbergh
Bengt Herman Söderbergh, född 30 juni 1925 i Stockholm, död 23 december 2019 i Mougins, Frankrike, var en svensk författare, översättare och litteraturkritiker. 

## Biografi
Från 1945 verkade Söderbergh som litteraturkritiker i Expressen, och 1948 utsågs han till tidningens korrespondent i Paris. Från 1950-talet bodde han permanent i Frankrike.
Som romanförfattare debuterade Söderbergh med Den förstenade 1948, och skrev därefter pojkböckerna De lyckliga öarna (1950) och Fem famnar djupt (1953). Den följande romanen, Herr Selows resa till synden (1954), är en av Söderberghs mest kända. Det kvalitativa genombrottet kom dock 1957 med Om tjänarens liv, som skildrar 1800-talets Stockholm, samt med uppföljaren Vid flodens strand (1959).
Bland Söderberghs senare romaner märks En livslång kärlek (1977), som handlar om förhållandet mellan en fransk officer och en svensk filmregissör mot bakgrund av Algerietkriget, samt De gåtfulla barrikaderna (1983) och Ur sommarnattens famn (1991). Han skrev även detektivromaner under pseudonymen Joakim Bergman.
Som översättare från franska översatte han bland annat Jean Genets Tjuvens dagbok, Gustave Flauberts Madame Bovary och Émile Ajars Med livet framför sig. 

### Privatliv
Bengt Söderbergh var son till civilingenjören Fritz Söderbergh och Ingeborg, född Larsen. Han hade tre syskon, däribland författaren Ann Mari Falk. Från 1950-talet var han samboende med Marc Ribes.

### Översättningar
- Valery Larbaud, Fermina Márquez (Stockholm: Wahlström & Widstrand, 1951)
- Jean Genet, Tjuvens dagbok (Journal du voleur), övers. tillsammans med Marc Ribes (Stockholm: Wahlström & Widstrand, 1952)
- Marcel Jouhandeau, Porslinskrucifixet och andra berättelser, övers. tillsammans med C.G. Bjurström (Stockholm: Bonniers, 1953)
- Jean Genet, Rosenmiraklet (Miracle de la rose), övers. tillsammans med Marc Ribes (Stockholm: Wahlström & Widstrand, 1953)
- Gustave Flaubert, Madame Bovary: sedeskildring från landsorten, ill. Ulla Sandin (Stockholm: Bonniers, 1956)
  - Gustave Flaubert, Madame Bovary (Stockholm: Bonniers, 1994), rev. utg.
- Albert Simonin, Grisbi (Touchez pas au grisbi !) (Stockholm: Wahlström & Widstrand, 1957)
- Auguste Le Breton, Rififi (Du rififi chez les hommes) (Stockholm: Wahlström & Widstrand, 1957)
- Hervé Bazin, Den jag vågar älska (Qui j'ose aimer) (Stockholm: Bonniers, 1958)
- Pauline Réage, Berättelsen om O (Histoire d'O) (Stockholm: PAN/Norstedts, 1968)
- Jean Anouilh, Grottan (La Grotte) (Stockholm: Stockholms stadsteater, 1973)
- Émile Ajar (pseud. för Romain Gary), Med livet framför sig (La Vie devant soi) (Stockholm: Norstedts, 1977)
- Jean Genet, Balkongen (Le Balcon) (Göteborg: Göteborgs stadsteater, 1983)

## Priser och utmärkelser
- 1951 – Boklotteriets stipendiat
- 1953 – Tidningen Vi:s litteraturpris
- 1959 – Svenska Dagbladets litteraturpris (tillsammans med Kurt Salomonson)
- 1960 – BMF-plaketten för Vid flodens strand
- 1962 – BMF-plaketten för Stigbygeln
- 1985 – Signe Ekblad-Eldhs pris
- 1991 – Bernspriset
- 1999 – De Nios Vinterpris